# Padri della Chiesa

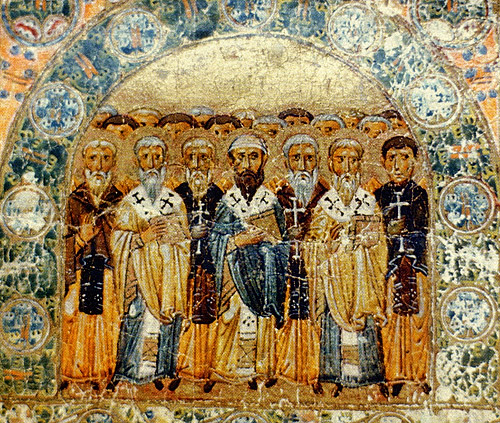
I padri della Chiesa, miniatura dell'XI secolo.

Padri della Chiesa è la denominazione adottata dal cristianesimo intorno al V secolo per indicare i principali scrittori cristiani, il cui insegnamento e la cui dottrina erano ritenuti fondamentali per la dottrina della Chiesa, con alcune distinzioni sulla loro autorevolezza tra Chiesa cattolica e Chiese protestanti.
I loro scritti, che formano la cosiddetta letteratura patristica, sintetizzano la dottrina quale emerge dalla Bibbia, specialmente dai Vangeli, dagli scritti degli apostoli, dai pronunciamenti della Chiesa dei primissimi secoli e dalle decisioni dei primi concili, fornendo un compendio omogeneo di insegnamenti da trasmettere alle generazioni cristiane successive.
Un primo elenco di padri della Chiesa fu redatto nel Decreto Gelasiano (VI secolo); i padri più autorevoli ebbero anche il titolo di dottori della Chiesa.

## I padri della Chiesa
Tra i più importanti padri si ricordano, prima del concilio di Nicea (secoli I-II) i padri apostolici, gli apologisti o polemisti e i controversisti. Poi (IV-V secolo) in Oriente scrissero sant'Atanasio, san Basilio Magno, san Gregorio Nazianzeno, san Giovanni Crisostomo; mentre in Occidente san Girolamo, sant'Ambrogio e sant'Agostino. Gli ultimi grandi esponenti furono san Gregorio Magno e san Giovanni Damasceno (VI-VII secolo).
I primi padri orientali, tra i quali Clemente Alessandrino e san Giustino Martire furono notevolmente influenzati dalla filosofia greca, mentre i padri occidentali, come san Gregorio Magno e san Girolamo, avevano prevalentemente una formazione meno filosofica e più giuridica. Altri importanti padri della Chiesa sono: san Gregorio di Nissa, san Dionigi Magno, san Cirillo di Gerusalemme, sant'Ireneo, sant'Epifanio.
La lingua usata da questi scrittori fino al II secolo fu il greco; successivamente questo fu sostituito dal latino in Occidente, mentre in Oriente fu affiancato da lingue locali come il siriaco e altre varietà di aramaico.

## Padri della Chiesa e scrittori ecclesiastici
Non tutti gli scrittori antichi, anche se importanti e non considerati eretici, hanno il titolo di padre della Chiesa. Vi sono infatti quattro requisiti perché la Chiesa attribuisca il titolo di "Padre della Chiesa" ad uno scrittore:
1. deve appartenere al periodo della Chiesa antica (prima dell'VIII secolo);
2. deve aver condotto una vita santa;
3. i suoi scritti devono essere ortodossi, cioè complessivamente privi di errori dottrinali, devono contenere un'eccellente difesa o un'illustrazione della dottrina cristiana;
4. deve avere goduto dell'approvazione implicita o esplicita della Chiesa.[1]

Quando manca una delle ultime tre caratteristiche l'autore viene generalmente definito "scrittore ecclesiastico". Tali furono ad esempio Origene nella Chiesa greca e Tertulliano in quella latina.
Due discipline studiano la produzione dei padri della Chiesa: la patrologia, si concentra sugli aspetti storico-letterari, mentre la patristica di quelli teologico-dottrinali.

## Elenco dei padri e degli scrittori ecclesiastici
Una possibile classificazione cronologica, che comprende sia padri della chiesa che scrittori ecclesiastici, è la seguente:

### I padri anteniceni (fino al 325)

#### Padri apostolici e letteratura sub-apostolica
- San Clemente I Papa - (? - 101)
- Sant'Ignazio d'Antiochia - (? - tra 105 e 135)
- San Policarpo di Smirne - (? - tra 155 e 167)
- San Papia di Ierapoli - (? - v. 140)
- San Quadrato di Atene - (? - 129)
- l'autore della Didaché - (inizio II secolo)
- l'autore della Lettera di Barnaba - (verso 130/132)
- Erma, autore del "Pastore" - (tra 130 e 140)

#### Gli apologeti del II secolo
- Sant'Aristide Marciano - (v. 130/140 - ?)
- San Giustino Martire - (? - 165)
- Atenagora di Atene - (v. 180 - ?)
- Tatiano (Taziano) il Siro (discepolo di Giustino, av. 155 - ap. 172)
- San Melitone di Sardi - (v. 160/170 - ?)
- San Teofilo d'Antiochia - (v. 180 - ?)
- l'autore dell'apologia Lettera a Diogneto - (tra 140 e 200)

#### La letteratura anti eretica del II secolo
- Sant'Ireneo di Lione (vescovo di Lione, v. 140 - 208)
- Sant'Ippolito di Roma (antipapa, v. 170 - v. 235)

#### I padri del III secolo

##### Greci
- Origene - (185 - 254) [Non è considerato Padre della Chiesa, qui presentato solo perché autore di primaria importanza]
- Clemente d'Alessandria - (v. 150 - v. 215)
- San Dionisio d'Alessandria - (? - 264/265)
- San Pietro d'Alessandria - (? - 311)
- San Metodio di Olimpo - (250 circa - 311)

##### Latini
- Tertulliano - (v. 155 - ap. 220) [Non è considerato Padre della Chiesa, qui presentato solo perché autore di primaria importanza]
- Minucio Felice - (v. 200 - ?)
- San Cipriano di Cartagine - (v. 200 - 258)
- Novaziano - (v. 200 - 258)
- Lattanzio, detto anche il Cicerone cristiano- (v. 260 – v. 325)
- San Vittorino di Petovio, primo esegeta latino - (v. 250 - 304)

### L'età aurea della patristica (325-451)

#### I Padri niceni
- Sant'Eustazio di Antiochia - (230 - 327 o 330)
- Eusebio di Cesarea - (v. 265 - 339)
- San Cirillo di Gerusalemme - (dottore della Chiesa, 313 o 315 - 387)
- Sant'Alessandro d'Alessandria - (250 - 328)
- Sant'Atanasio d'Alessandria - (dottore della Chiesa, v. 296 - 373)
- Didimo il Cieco - (313 - 398)
- Sant'Ilario di Poitiers - (dottore della Chiesa, 315 - 367)
- Mario Vittorino - (? - dopo 362)

#### I padri cappadoci (IV secolo)
- Sant'Efrem il Siro (dottore della Chiesa, 306 - 373)
- San Basilio Magno - (dottore della Chiesa, 330 - 379)
- San Gregorio Nazianzeno - (dottore della Chiesa, 329 - 390)
- San Gregorio di Nissa - (335 - 394)

#### In Occidente (fine IV e V secolo)
- Sant'Ambrogio da Milano (dottore della Chiesa, 339 - 397)
- San Cromazio d'Aquileia (335 - 408)
- Sant'Agostino di Ippona (Dottore della Chiesa, 354 - 430)
- Rufino d'Aquileia - (? - 410)
- San Girolamo - (dottore della Chiesa, v. 347 - 420)
- San Giovanni Cassiano (v. 360 - v. 435)
- San Sulpizio Severo - (v. 400)

#### La scuola antiochena (fine IV e V secolo)
- Sant'Epifanio di Salamina - (315 ca. - 403)
- Diodoro di Tarso - (? - prima 394)
- San Giovanni Crisostomo (dottore della Chiesa e patriarca di Costantinopoli, 345 - 407)
- Teodoro di Mopsuestia - (? - 428)
- Teodoreto di Cirro - (? - v. 466)

#### I padri dei primi concili cristologici (V secolo)
- San Cirillo d'Alessandria - (dottore della Chiesa, v. 380 - 444)
- San Leone I Papa, o San Leone Magno (Dottore della Chiesa, 390 - 461)

### La fine dell'età patristica (dopo 451)

#### Padri orientali
- Pseudo-Dionigi l'Areopagita - (fine V secolo o inizio VI secolo)
- San Massimo il Confessore (monaco bizantino e teologo mistico, v. 580 - 662)
- San Giovanni Damasceno (dottore della Chiesa, v. 675 - v. 749)

#### Padri occidentali
- Sant'Eucherio di Lione (?- 449/450?)
- San Severino Boezio (filosofo e santo, 480 - 524)
- San Gregorio I Papa, o San Gregorio Magno (dottore della Chiesa, 540 - 604)
- Sant'Isidoro di Siviglia (dottore della Chiesa, v. 560 - 636)

### Altri autori ecclesiastici antichi
Il periodo patristico termina tradizionalmente in Occidente con Sant'Isidoro e in Oriente con San Giovanni Damasceno o al massimo con il secondo concilio di Nicea (787). Alcuni autori successivi, tuttavia, vengono talvolta indicati come "padri" per sottolineare l'importanza dei loro scritti.
- San Beda il Venerabile (dottore della Chiesa, v. 673 – 735)
- San Bernardo di Chiaravalle (dottore della Chiesa, 1090 - 1153), venne considerato "l'ultimo dei padri" da Pio XII nell'enciclica Doctor Mellifluus.